# José Diéguez Reboredo
José Diéguez Reboredo (Touro, 25 aprile 1934 – Santiago di Compostela, 18 luglio 2022) è stato un vescovo cattolico spagnolo.

## Biografia
José Diéguez Reboredo nacque a Touro il 25 aprile 1934.

### Formazione e ministero sacerdotale
Compì gli studi ecclesiastici presso il seminario di Santiago di Compostela dal 1949 al 1961. Successivamente perfezionò gli studi di teologia presso la Pontificia Università di Comillas e la Pontificia Università di Salamanca. Inoltre, nel 1971 conseguì la laurea in scienze esatte presso l'Università di Santiago di Compostela.
Il  13 agosto 1961 fu ordinato presbitero. In seguito fu vicario coadiutore della parrocchia di San Giuseppe a La Coruña; professore di religione; assistente ecclesiastico della sezione giovanile dell'Associazione cattolica dei propagandisti (ACdP); cappellano della legione di Maria; direttore spirituale e professore di matematica del seminario minore; rettore del seminario minore dal 1972 al 1973; professore di logica presso il Centro di studi ecclesiastici dal 1977 al 1978, vicario generale dal 1978 al 1984 e canonico della cattedrale di Santiago di Compostela dal 1983 al 1984.

### Ministero episcopale
Il 1º settembre 1984 papa Giovanni Paolo II lo nominò vescovo di Osma-Soria. Ricevette l'ordinazione episcopale il 28 ottobre successivo dall'arcivescovo Antonio Innocenti, nunzio apostolico in Spagna, co-consacranti l'arcivescovo metropolita di Madrid Ángel Suquía Goicoechea e quello di Burgos Teodoro Cardenal Fernández.
Il 15 maggio 1987 lo stesso papa Giovanni Paolo II lo nominò vescovo di Orense.
Il 7 giugno 1996 lo stesso pontefice lo nominò vescovo di Tui-Vigo.
Il 28 gennaio 2010 papa Benedetto XVI accettò la sua rinuncia al governo pastorale della diocesi per raggiunti limiti di età.
In seno alla Conferenza episcopale spagnola fu membro della commissione per le missioni e la cooperazione tra le chiese dal 1984 al 1990, presidente della stessa dal 1990 al 1999 e membro delle commissione per le relazioni interreligiose dal 1999 al 2011.
Morì a Santiago di Compostela il 18 luglio 2022 all'età di 88 anni. 

## Genealogia episcopale
La genealogia episcopale è:
- Cardinale Scipione Rebiba
- Cardinale Giulio Antonio Santori
- Cardinale Girolamo Bernerio, O.P.
- Arcivescovo Galeazzo Sanvitale
- Cardinale Ludovico Ludovisi
- Cardinale Luigi Caetani
- Cardinale Ulderico Carpegna
- Cardinale Paluzzo Paluzzi Altieri degli Albertoni
- Papa Benedetto XIII
- Papa Benedetto XIV
- Papa Clemente XIII
- Cardinale Marcantonio Colonna
- Cardinale Giacinto Sigismondo Gerdil, B.
- Cardinale Giulio Maria della Somaglia
- Cardinale Carlo Odescalchi, S.I.
- Cardinale Costantino Patrizi Naro
- Cardinale Lucido Maria Parocchi
- Papa Pio X
- Cardinale Gaetano De Lai
- Cardinale Raffaele Carlo Rossi, O.C.D.
- Cardinale Amleto Giovanni Cicognani
- Cardinale Antonio Innocenti
- Vescovo José Diéguez Reboredo